# Tímea Babos
Tímea Babos (pronúncia húngara: [ˈtiːmɛɒ ˈbɒboʃ]; nascida em 10 de maio de 1993) é uma tenista profissional húngara que já foi a número 1 do mundo em duplas.
Ela é quatro vezes campeã do Grand Slam em duplas femininas, tendo vencido o Australian Open em 2018 e 2020, assim como o Aberto da França em 2019 e 2020, todos ao lado de Kristina Mladenovic. A dupla também terminou como vice-campeã no Torneio de Wimbledon de 2014, no US Open de 2018 e no Australian Open de 2019, e Babos chegou à final do Torneio de Wimbledon de 2016 em dupla com Yaroslava Shvedova. Em duplas mistas, ela alcançou duas finais em Majors, no Torneio de Wimbledon de 2015 com Alexander Peya, e no Australian Open de 2018 em parceria com Rohan Bopanna. Babos tornou-se a número 1 do mundo pela primeira vez em julho de 2018, mantendo o primeiro lugar no ranking por 13 semanas, e foi o primeiro jogador húngaro, masculino ou feminino, a alcançar o número 1 do mundo em simples ou duplas. Ela ganhou outros 20 títulos de duplas no WTA Tour, incluindo os WTA Finals de 2017, 2018 e 2019 e dois no nível WTA 1000.
Em simples, Babos tem a 25ª posição na carreira, alcançada em setembro de 2016, e conquistou três títulos no WTA Tour, terminando também como vice-campeã em cinco ocasiões. Ela representou a Hungria na Fed Cup e na Billie Jean King Cup desde 2011, e também competiu nos Jogos Olímpicos de 2012 e 2016.

## Juventude e antecedentes
Tímea Babos nasceu em 10 de maio de 1993, filha de Zsuzsanna e pai Csaba, em Sopron, Hungria. Ela tem uma irmã mais velha. Vindo de uma família esportiva, Babos decidiu seguir a tradição familiar. Seu pai é treinador no clube de tênis de sua família em Sopron, enquanto sua mãe é dona de casa. Sua irmã também era uma jogadora muito boa e ganhou títulos da NCAA enquanto estudava em Berkeley, nos Estados Unidos. Ela era originalmente nadadora e foi campeã nacional na Hungria, mas naquela época ela olhava para a natação de maneira diferente, achando-a muito chata e trabalhosa, então ela começou a vir com a irmã para praticar tênis aos 8 anos de idade. ela começou a jogar tênis apenas por diversão, mas então seu pai percebeu seu talento, então ela começou a se concentrar mais nisso e acabou parando de nadar.
Ela adorava assistir aos treinos da irmã com o pai, quando ela tinha oito anos e a irmã 16, então seus pais a inscreveram em uma aula em um clube local e, depois de alguns meses, ela foi aceita em eventos locais. Sua descoberta veio aos nove anos de idade, quando depois de liderar o time sub-12 em quatro vitórias nas fases de qualificação, ela se classificou para o Campeonato Nacional sub-12. Algumas semanas depois, ela ganhou seu primeiro título do Campeonato Nacional Húngaro. Aos 15 anos, ela viajou para o Reino Unido para praticar devido à falta de instalações suficientes em seu país natal. Uma das oportunidades foi praticar em quadra dura; seu país tem principalmente quadras de saibro. Dois anos depois de sua chegada à Inglaterra, ela conseguiu um bom acordo de patrocínio, o que significava que ela poderia voltar e treinar em Budapeste.

## Carreira júnior
Babos alcançou a posição mais alta de sua carreira, ocupando o segundo lugar como júnior. Ela começou a competir no Circuito ITF Júnior em setembro de 2006, aos 13 anos, ganhando o título em seu evento de estreia em duplas na Talentum Cup de Grau 5, de nível mais baixo, na Hungria. Lá, ela também fez sua estreia em simples, mas perdeu na segunda rodada. No final do ano, ela não disputou nenhum torneio. Mas ela continuou seu sucesso em duplas, vencendo o torneio seguinte, o Mostar Open, também de Grau 5, em abril de 2007. Na segunda metade do ano, ela ganhou a Budaörs Cup, de Grau 3 e depois o TrueVisions Thailand Open de Grau 2, ambos em dobra.
No ano seguinte, ela progrediu, chegando à semifinal de simples e à final de duplas no torneio Grau 1, "Barranquilla Junior Tennis Tournament Country Club". Em março, ela deu um passo adiante, alcançando sua primeira final de simples de Grau 1 e título de duplas no "Mitsubishi-Lancer International Juniors Championships". Babos então fez sua estreia em Majors no Aberto da França júnior de 2008, chegando à segunda rodada em simples e duplas. Em Wimbledon, ela perdeu na primeira rodada, mas chegou às quartas de final em duplas. Em agosto, ela disputou o "Canadian Open Junior Championships", chegando às quartas de final em simples e à final em duplas. Em sua estreia no US Open, ela alcançou apenas a primeira rodada em simples e a segunda em duplas. Em seu último torneio da temporada de 2008, ela alcançou as quartas de final de simples e o título de duplas na Osaka Mayor's Cup de Grau A.
Babos começou a produzir bons resultados no Grand Slam júnior e em outros eventos de Grau A e Grau 1 em 2009. Ela começou o ano com ótimos desempenhos em torneios de Grau 1. Ela ganhou títulos de simples e duplas na "Copa Gatorade" em janeiro e na "Sarawak Chief Minister's Cup" em março. No mesmo Grau 1, ela venceu o "Japan Open Junior Championships" em simples, enquanto em duplas terminou como vice-campeã. No Aberto da França de 2009, ela conseguiu chegar à sua primeira final de Grand Slam em duplas. Em parceria com Heather Watson, eles perderam para Elena Bogdan e Noppawan Lertcheewakarn após uma partida final difícil, disputada em três sets. As coisas foram opostas em Wimbledon, onde ela alcançou sua primeira semifinal de simples do Grand Slam, mas falhou na segunda rodada em duplas. Mais tarde, Babos deixou sua marca na "Osaka Mayor's Cup" de Grau A, vencendo eventos de duplas e terminando em vice-campeonato em simples. Ela terminou a temporada de 2009, com segunda rodada de simples e quartas de final em duplas no Orange Bowl.
Babos teve um início forte na próxima temporada, vencendo seu primeiro torneio de simples do ano, o "Loy Yang Traralgon International" de Grau 1. Ela seguiu com quartas de final de simples e final de duplas no Australian Open. O primeiro Major para Babos veio no Aberto da França em duplas, derrotando Lara Arruabarrena e María Teresa Torró Flor ao lado de Sloane Stephens na final, e não perdendo um set de simples em todo o torneio. Babos então ganhou outro título de Grand Slam com Stephens, derrotando Irina Khromacheva e Elina Svitolina na final de Wimbledon. Babos então ganhou a disputa no US Open, novamente com Stephens, por "walkover" na final. Foi seu último torneio júnior.

## Carreira profissional

### 2009–11: Sucesso nos primeiros eventos da ITF
Ainda jogando torneios do Circuito ITF Júnior, Babos começou a competir no Circuito Feminino da ITF em 2009 aos 15 anos, chegando à final em seu evento de estreia em um evento de US$ 10 mil em Bournemouth. Na semana seguinte, ela jogou em outro evento de US$ 10 mil no Reino Unido e ganhou seu primeiro título. Babos continuou ganhando uma e perdendo duas finais de US$ 10 mil, até o final da temporada de 2009. Ela também teve um início forte em duplas, vencendo uma das duas finais que alcançou no Circuito ITF.
Ela começou 2010 com resultados mistos, mas sua primeira melhora foi em um evento de US$ 25 mil em Budapeste, onde alcançou sua primeira final nessa categoria, mas terminou como vice-campeã. No início de julho, ela fez sua estreia no WTA Tour no Aberto da Hungria como jogadora "wild card", mas perdeu para Timea Bacsinszky na primeira rodada. Na semana seguinte, ela ganhou seu primeiro título de US$ 25 mil em Woking. Apesar de ainda não ter feito sua estreia no WTA Tour em duplas, Babos ganhou quatro eventos de US$ 25 mil, dois deles na Austrália, um no Reino Unido e um na Nova Zelândia.
No Hungarian Grand Prix em julho de 2011, Babos conquistou sua primeira vitória no WTA, derrotando Anna-Giulia Remondina [en], mas perdeu na rodada seguinte para Roberta Vinci. Lá, ela também fez sua estreia em duplas, em parceria com Katalin Marosi, mas perdeu sua primeira partida de duplas no WTA Tour. Sua primeira aparição no Grand Slam foi no US Open; ela não conseguiu chegar à chave principal, perdendo na qualificatória. No final de outubro, ela ganhou seu primeiro evento de US$ 50 mil em simples e duplas no Challenger de Saguenay. Ela alcançou outra final de US$ 50 mil em duplas e também chegou às semifinais em simples. Com esses resultados, Babos terminou o ano como N° 140 do ranking.

### 2021-22: Semifinal do WTA 1000, volta ao top 100 em duplas
Babos começou sua temporada de 2021 na primeira edição do Gippsland Trophy, onde perdeu na segunda rodada para a 12ª cabeça de chave Caroline Garcia. Ela também perdeu na segunda rodada do Australian Open em simples.
Como quinta cabeça de chave em duplas, ela chegou às semifinais do Dubai Tennis Championships de 2021 com Veronika Kudermetova.
Ela desistiu do Australian Open de 2022 porque não estava disposta a cumprir as regras estabelecidas pelo governo australiano para o COVID-19. Como resultado, em abril de 2022, ela atingiu sua classificação mais baixa em duplas, 242. Ela terminou a temporada de 2022 na 92ª posição em duplas.

### 2023: De volta à turnê WTA e Majors
Nas simples, Babos se classificou para a chave principal do Aberto de Marrocos em Rabat e derrotou Irina Khromacheva na primeira rodada, sua primeira vitória em simples no nível WTA 250 em mais de dois anos.Na sequência, seus melhores resultados foram: semifinal em Biarritz, quartas de final em Le Neubourg e em Caldas Da Rainha.

## Títulos

### Finais de Grand Slam

#### Duplas (0–1)
| Posição | Ano  | Torneio   | Piso  | Parceira            | Oponentes                 | Placar   |
| ------- | ---- | --------- | ----- | ------------------- | ------------------------- | -------- |
| Vice    | 2014 | Wimbledon | Grama | Kristina Mladenovic | Sara Errani Roberta Vinci | 1–6, 3–6 |

### Finais Premier Mandatory/Premier 5

#### Duplas (1–1)
| Posição | Ano  | Torneio                    | Piso | Parceira            | Oponentes                             | Placar         |
| ------- | ---- | -------------------------- | ---- | ------------------- | ------------------------------------- | -------------- |
| Vice    | 2014 | Western & Southern Open    | Duro | Kristina Mladenovic | Raquel Kops-Jones Abigail Spears      | 1–6, 0–2, ret. |
| Campeã  | 2015 | Dubai Tennis Championships | Duro | Kristina Mladenovic | Garbiñe Muguruza Carla Suárez Navarro | 6–3, 6–2       |

## WTA Finals

### Simples (3–5)
| Legenda                             |
| ----------------------------------- |
| Grand Slam (0–0)                    |
| WTA Tour (0–0)                      |
| Premier Mandatory & Premier 5 (0–0) |
| Premier (0–0)                       |
| International (3–5)                 |

| Finais por Piso |
| --------------- |
| Duro (3–3)      |
| Saibro (0–1)    |
| Grama (0–0)     |
| Carpete (0–1)   |

| Posição | V-P | Data                    | Torneio                                   | Piso        | Oponente            | Placar             |
| ------- | --- | ----------------------- | ----------------------------------------- | ----------- | ------------------- | ------------------ |
| Campeã  | 1-0 | 26 Fevereiro 2012       | Monterrey Open, Monterrey, México         | Duro        | Alexandra Cadanțu   | 6–4, 6–4           |
| Vice    | 1-1 | 2 Maio 2015             | Marrakech Grand Prix, Marrakesh, Marrocos | Saibro      | Elina Svitolina     | 5–7, 6–7(3–7)      |
| Vice    | 1-2 | 5 de Agosto de 2016     | Brasil Tennis Cup, Brasil                 | Dura        | Irina-Camelia Begu  | 6–2, 4–6, 3–6      |
| Campeã  | 2-2 | 26 de Fevereiro de 2017 | WTA de Budapeste , Hungria                | Dura (i)    | Lucie Šafářová      | 6–7(4–7), 6–4, 6–3 |
| Vice    | 2-3 | 17 de Setembro de 2017  | WTA de Quebec, Canadá                     | Carpete (i) | Alison Van Uytvanck | 7–5, 4–6, 1–6      |
| Vice    | 2-4 | 30 de Setembro de 2018  | WTA de Tashkent, Uzbequistão              | Dura        | Kateryna Bondarenko | 4–6, 4–6           |
| Campeã  | 3-4 | 4 de Fevereiro de 2018  | WTA de Kaohsiung, Taiwan                  | Dura (i)    | Kateryna Kozlova    | 7–5, 6–1           |
| Vice    | 3–5 | 8 de Abril de 2018      | Monterrey Open, Mexico                    | Dura        | Garbiñe Muguruza    | 6–3, 4–6, 3–6      |

### Duplas (19–12)
| Legenda                             |
| ----------------------------------- |
| Grand Slam (1–3)                    |
| WTA Tour (2–0)                      |
| Premier Mandatory & Premier 5 (2–5) |
| Premier (4–1)                       |
| International (10–3)                |

| Finais por Piso |
| --------------- |
| Duro (11–8)     |
| Saibro (5–2)    |
| Grama (2–2)     |
| Carpete (1–0)   |

| Posição | N. | Data              | Torneio                                   | Piso     | Parceira            | Oponentes                                | Placar                |
| ------- | -- | ----------------- | ----------------------------------------- | -------- | ------------------- | ---------------------------------------- | --------------------- |
| Campeã  | 1. | 18 Junho 2012     | Aegon Classic, Birmingham, Reino Unido    | Grama    | Hsieh Su-wei        | Liezel Huber Lisa Raymond                | 7–5, 6–7(2–7), [10–8] |
| Vice    | 1. | 12 Janeiro 2013   | Hobart International, Hobart, Austrália   | Duro     | Mandy Minella       | Garbiñe Muguruza María Teresa Torró Flor | 3–6, 6–7(5–7)         |
| Campeã  | 2. | 23 Fevereiro 2013 | Copa Colsanitas, Bogotá, Colômbia         | Saibro   | Mandy Minella       | Eva Birnerová Alexandra Panova           | 6–4, 6–3              |
| Campeã  | 3. | 7 Abril 2013      | Monterrey Open, Monterrey, México         | Duro     | Kimiko Date-Krumm   | Eva Birnerová Tamarine Tanasugarn        | 6–1, 6–4              |
| Campeã  | 4. | 28 Abril 2013     | Marrakech Grand Prix, Marrakesh, Marrocos | Saibro   | Mandy Minella       | Petra Martić Kristina Mladenovic         | 6–3, 6–1              |
| Campeã  | 5. | 14 Setembro 2013  | Tashkent Open, Tashkent, Uzbequistão      | Duro     | Yaroslava Shvedova  | Mandy Minella Olga Govortsova            | 6–3, 6–3              |
| Campeã  | 6. | 10 Janeiro 2014   | Sydney International, Sydney, Austrália   | Duro     | Lucie Šafářová      | Sara Errani Roberta Vinci                | 7–5, 3–6, [10–7]      |
| Vice    | 2. | 2 Fevereiro 2014  | Open GDF Suez, Paris, França              | Duro (i) | Kristina Mladenovic | Anna-Lena Grönefeld Květa Peschke        | 7–6(9–7), 4–6, [5–10] |
| Vice    | 3. | 6 Abril 2014      | Monterrey Open, Monterrey, México         | Duro     | Olga Govortsova     | Darija Jurak Megan Moulton-Levy          | 6–7(5–7), 6–3, [9–11] |
| Campeã  | 7. | 20 Abril 2014     | Malaysian Open, Kuala Lumpur, Malásia     | Duro     | Chan Hao-ching      | Chan Yung-jan Zheng Saisai               | 6–3, 6–4              |
| Vice    | 4. | 5 Julho 2014      | Wimbledon, Londres, Reinos Unido          | Grama    | Kristina Mladenovic | Sara Errani Roberta Vinci                | 1–6, 3–6              |
| Vice    | 5. | 17 Agosto 2014    | Western & Southern Open, Cincinnati, EUA  | Duro     | Kristina Mladenovic | Raquel Kops-Jones Abigail Spears         | 1–6, 0–2, ret.        |
| Campeã  | 8. | 21 Fevereiro 2015 | Dubai Tennis Championships, Dubai, EAU    | Duro     | Kristina Mladenovic | Garbiñe Muguruza Carla Suárez Navarro    | 6–3, 6–2              |

### Finais WTA 125

#### Duplas (1–1)
| Posição | N. | Data            | Torneio                                   | Piso     | Parceira            | Oponentes                          | Placar           |
| ------- | -- | --------------- | ----------------------------------------- | -------- | ------------------- | ---------------------------------- | ---------------- |
| Campeã  | 1. | 5 Agosto 2013   | Suzhou Ladies Open, Suzhou, China         | Duro     | Michaëlla Krajicek  | Han Xinyun Eri Hozumi              | 6–2, 6–2         |
| Vice    | 1. | 3 Novembro 2014 | Open GDF Suez de Limoges, Limoges, França | Duro (i) | Kristina Mladenovic | Kateřina Siniaková Renata Voráčová | 6–2, 2–6, [5–10] |

## Finais Grand Slam júnior

### Duplas
| Posição | Ano  | Campeonato          | Piso   | Parceira           | Oponentes                                 | Placar             |
| ------- | ---- | ------------------- | ------ | ------------------ | ----------------------------------------- | ------------------ |
| Vice    | 2009 | Roland Garros       | Saibro | Heather Watson     | Elena Bogdan Noppawan Lertcheewakarn      | 6–3, 3–6, [8–10]   |
| Vice    | 2010 | Aberto da Austrália | Duro   | Gabriela Dabrowski | Jana Čepelová Chantal Škamlová            | 6–7(1–7), 2–6      |
| Campeã  | 2010 | Roland Garros       | Saibro | Sloane Stephens    | Lara Arruabarrena María Teresa Torró Flor | 6–2, 6–3           |
| Campeã  | 2010 | Wimbledon           | Grama  | Sloane Stephens    | Irina Khromacheva Elina Svitolina         | 6–7(7–9), 6–2, 6–2 |
| Campeã  | 2010 | US Open             | Duro   | Sloane Stephens    | An-Sophie Mestach Silvia Njirić           | w/o                |